# USS South Carolina (CGN-37)
USS South Carolina (CGN-37) byl raketový křižník Námořnictva Spojených států amerických s jaderným pohonem. Jednalo se o druhou a poslední jednotku třídy California.

## Technické specifikace
South Carolina měřila na délku přes 181 m a na šířku skoro 19 m. Standardní výtlak lodi činil 10 814 t a plný 11 770 t. Pohon lodi obstarávaly dva nukleární reaktory D2G od americké firmy General Electric. Maximální rychlosti byla přes 30 uzlů (55,56 km/h).

## Velitelé lodi
- 15. dubna 1972 až 13. října 1976 - William Charles Neel
- 13. října 1976 až 29. února 1980 - Bennet Stocum Simonton
- 29. února 1980 až 25. června 1983 - John William Hilt
- 25. června 1983 až 12. července 1986 - Kenneth Robert Sydow
- 12. července 1986 až 15. června 1989 - Eric Rodholm Ernst
- 15. června 1989 až 19. července 1991 - Anthony E. Mitchell
- 19. července 1991 až 28. května 1994 - John St.Clair Craighill
- 28. května 1994 až 11. ledna 1997 - Michael Gattrell Gaffney
- 11. ledna 1997 až 30. července 1999 - David Kearney Brown

## Galerie

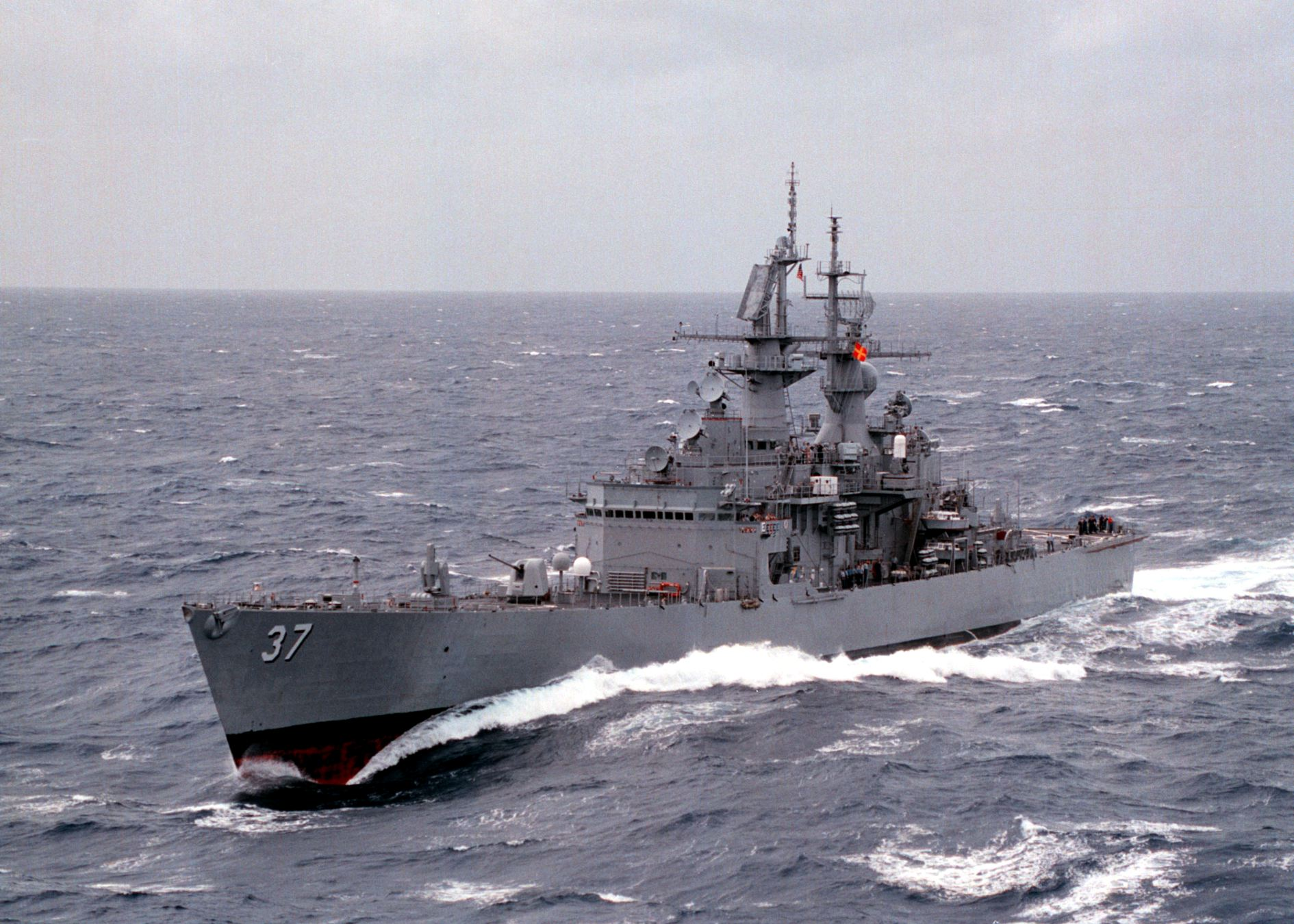
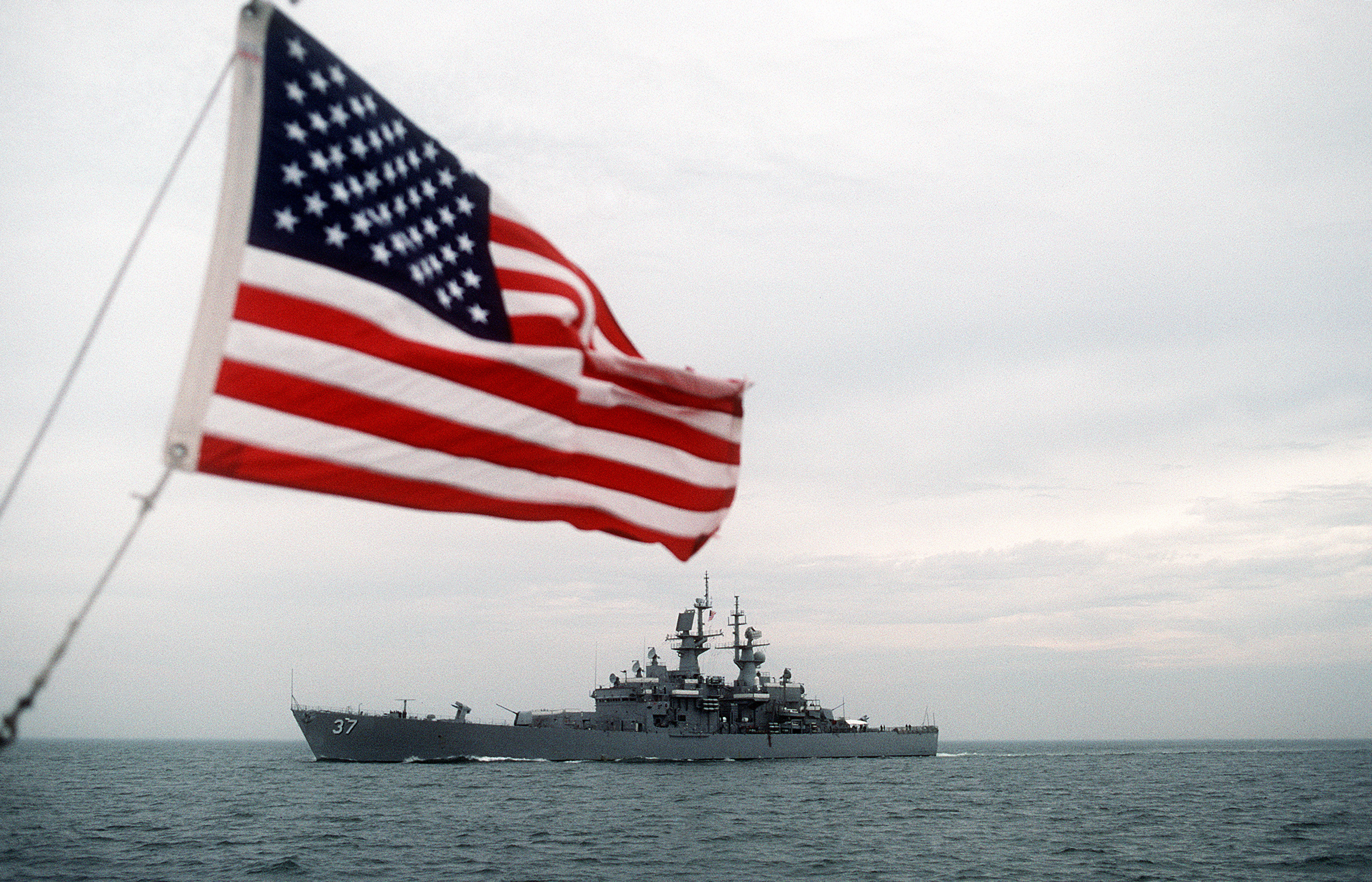
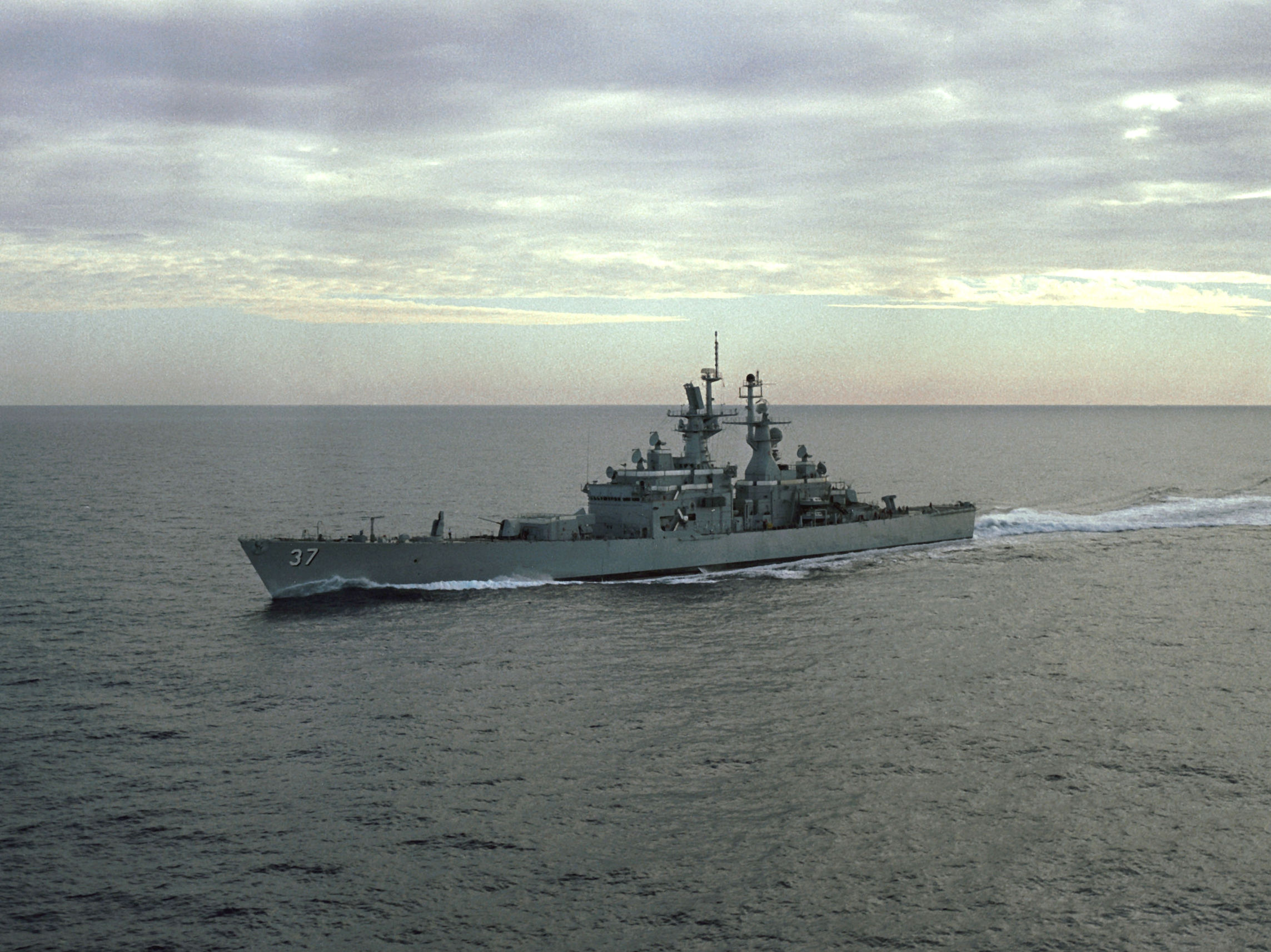
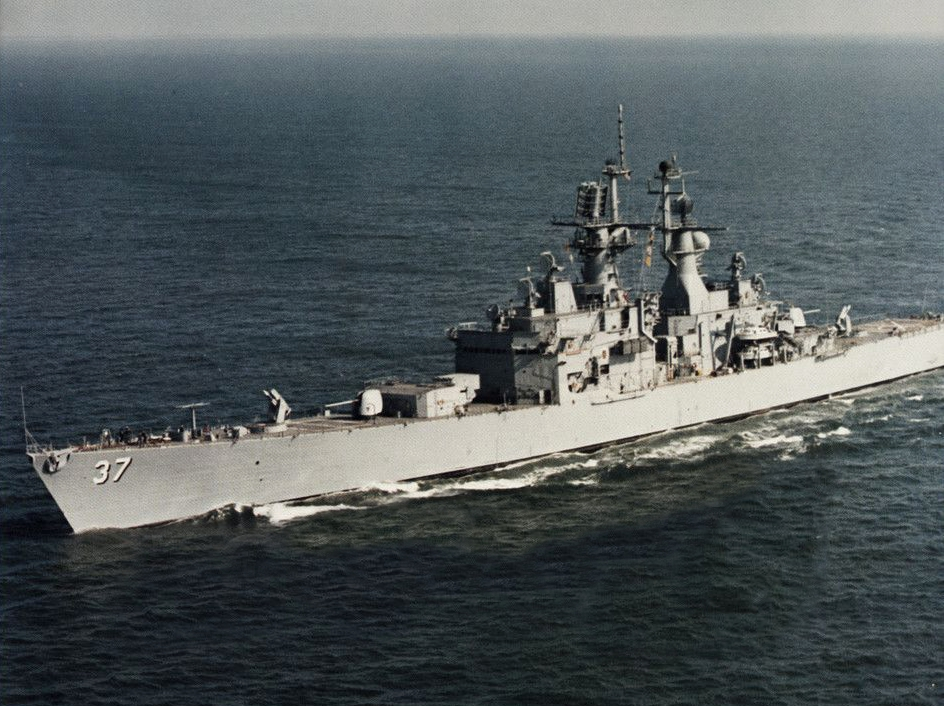
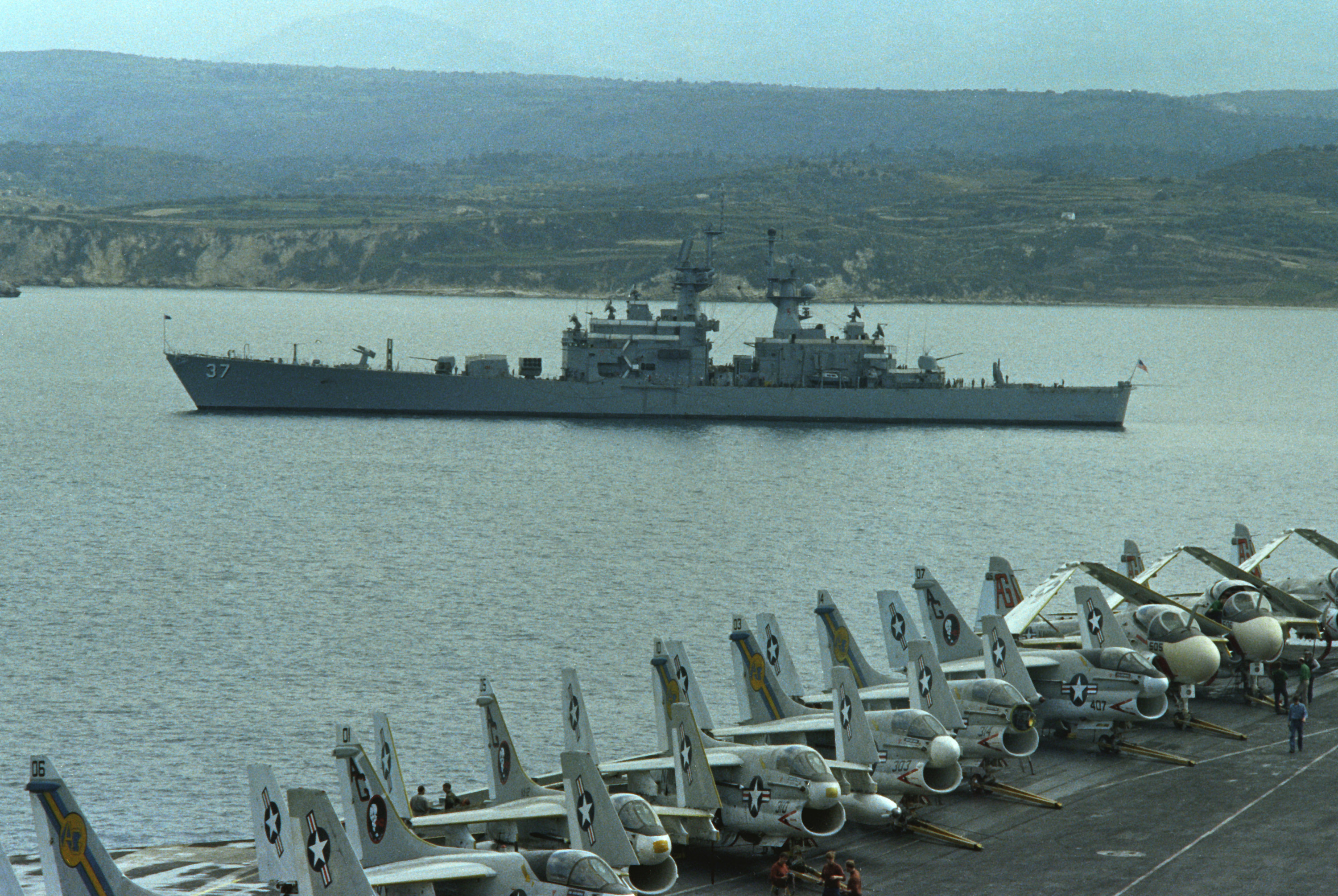
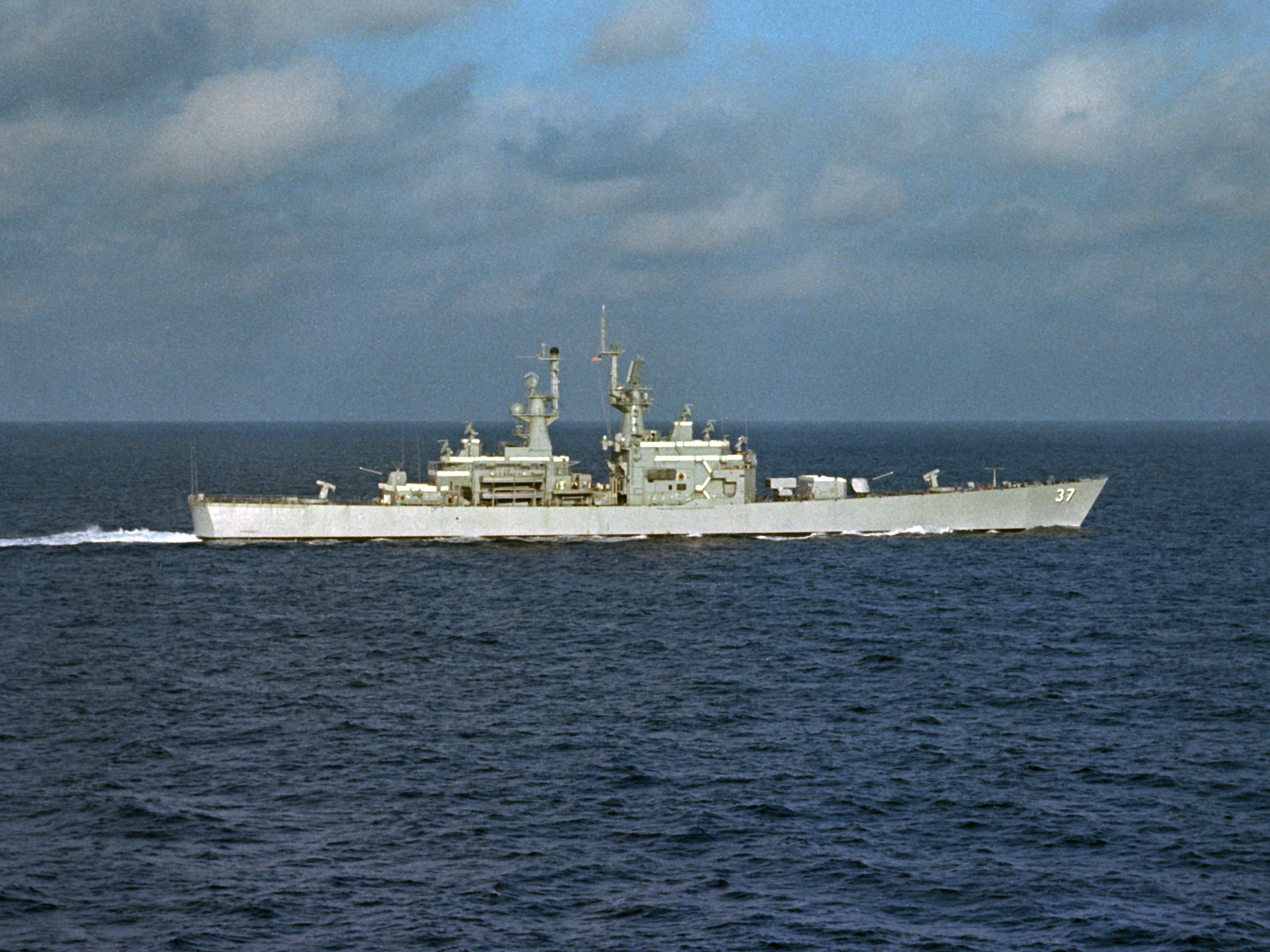
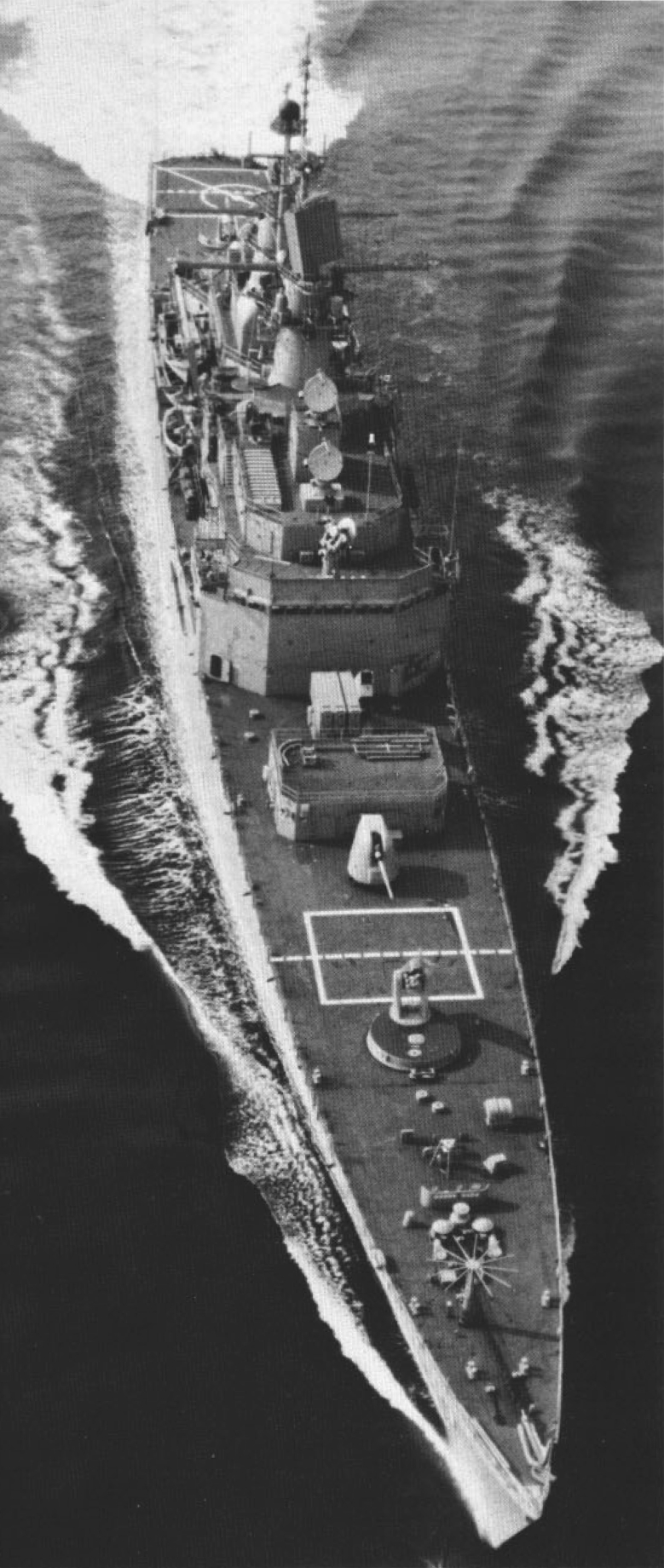